# Махмуд Лодхи
Махмуд Лодхи (урду محمود لودھی‎, род. 8 августа 1961) — пакистанский шахматист, международный мастер (1987).
Самый титулованный шахматист в истории чемпионатов Пакистана. Выиграл в общей сложности 16 национальных чемпионатов (1983, 1984, 1985, 1986, 1987, 1988, 1990, 1993, 1998, 1999, 2008, 2010, 2012, 2014, 2016, 2018 гг.).
В составе сборной Пакистана участник одиннадцати шахматных олимпиад (1984—1992, 2000, 2004—2006, 2010—2014 гг.).

## Изменения рейтинга
| Графики недоступны из-за технических проблем. См. информацию на Фабрикаторе и на mediawiki.org. |